# Евлия Челеби
Евлия Челеби (на османски турски: اوليا چلبي; на турски: Evliya Çelebi) е османски пътешественик, пътеписец, поет и историк, който е пропътувал земите на Османската империя за около 40 години.
Пътеписите му са от особено значение за балканската и българската историография, тъй като са ценен източник за хората, начина им на живот, градовете и тяхната уредба.

## Биография
Евлия Челеби е роден на 25 февруари 1611 година в Истанбул и е син на придворния златар от абхазки произход Дервиш Мехмед Зилли. Като такъв той получава отлично образование. Започва да записва обиколките си и впечатленията си от Истанбул в кратки бележки за сгради, пазари и обичаи, а през 1640 година Челеби за първи път пътува извън града. Неговата сбирка от пътеписни бележки от всички негови пътешествия е събрана в 10 тома и е наречена Сеяхатнаме („Книга на пътешествията“ или „Пътепис“). Въпреки че много от описанията му са силно преувеличени, неговите бележки са широко приети като полезен пътеводител за културните аспекти и начина на живот в Османската империя през 17 век. В пътеписите му намират място градове, като Самоков, София, Пловдив, Чирпан, Казанлък, Ловеч, Плевен, Враца, Видин, Ямбол, Хасково, Стара Загора и множество села. Неговите „Пътешествия“ все още не са цялостно преведени и издадени на български.
Според някои историци Евлия Челеби умира през 1682 година в Истанбул, а според други – в Кайро.

## Памет
На Евлия Челеби е наречена улица в кварталите „Овча купел“ и „Карпузица“ в София (Карта).